# Camaeleon (Schiff, 1861)
Die Camaeleon war das erste Schiff der nach ihm benannten Klasse von insgesamt acht Dampfkanonenbooten I. Klasse der Königlich Preußischen sowie der Kaiserlichen Marine.

## Bau und Dienstzeit
Die Camaeleon wurde von der Königlichen Werft in Danzig entsprechend einem 1859 fertiggestellten Entwurf im September desselben Jahres auf Kiel gelegt. Am 4. August 1860 fand der Stapellauf statt. Die Indienststellung verzögerte sich aufgrund nicht befriedigender Probefahrten und nötiger Nacharbeiten und konnte erst am 6. August 1861 erfolgen.
Der erste Einsatz der Camaeleon erfolgte im Rahmen einer Besuchsreise nach Hamburg und Bremen, damals noch faktisch Ausland. Dabei war das Schiff gemeinsam mit der Comet sowie den Kanonenbooten II. Klasse Fuchs, Jäger, Salamander und Scorpion unterwegs, wobei die Camaeleon die Rolle des Flaggschiffs innehatte. In der Nordsee traten Amazone und Hela dem Verband bei, wobei der auf der Amazone befindliche Prinz Adalbert die Führung des Verbands übernahm. Nachdem auf der Rückreise noch Lübeck besucht worden war, endete dieser erste Einsatz der Camaeleon am 12. Oktober 1861 mit ihrer Außerdienststellung in Danzig. Anschließend wurde die Antriebsanlage durch deren Hersteller, die AG Vulcan Stettin, überarbeitet, da die Geschwindigkeit des Schiffes unter der vertraglich vereinbarten lag.
Der Ausbruch des Deutsch-Dänischen Krieges 1864 brachte die nächste Indienststellung. Die Camaeleon wurde am 11. Februar 1864 aktiviert und trat im April der neu aufgestellten Reserve-Division bei, zu der auch ihre Schwesterschiffe Comet, Cyclop und Delphin gehörten. Ein Einsatz erfolgte jedoch nicht mehr. Im August und September nahm die Division an einem Besuch der Flotte in schleswig-holsteinischen Ostseehäfen teil, um anschließend eine Vermessung der schleswigschen Küste durchzuführen, wobei die Camaeleon nahe der Insel Alsen eingesetzt wurde. Im März 1865 wurde die Division wieder aufgelöst. Am 20. Mai 1865 sollte das Schiff der im Fehmarnbelt aufgelaufenen Victoria zu Hilfe kommen, jedoch geriet es selbst nahe Friedrichsort auf Grund. Ende Mai führte es gemeinsam mit Comet und Loreley Vermessungsarbeiten auf der Jade durch. Im September wurde das Schiff dem Artillerieschulschiff Gefion zugeteilt und dann am 1. Dezember auf dem Dänholm außer Dienst gestellt.
Ab dem 12. März 1867 wurde die Camaeleon als Tender in Kiel eingesetzt. Am 4. September unternahm sie eine Fahrt in See, bei der sich Teilnehmer des Evangelischen Kirchentages als Besucher an Bord befanden. Ab dem Winter diente das Schiff als Stationsschiff vor dem Marinedepot in Kiel. Diese Tätigkeit musste aufgrund eines Kesselschadens beendet werden. Die Camaeleon wurde am 26. August 1868 außer Dienst gestellt und zur Reparatur in die Werft überführt.
Der Ausbruch des Deutsch-Französischen Krieges brachte den nächsten und gleichzeitig letzten Einsatz für die Camaeleon. Sie wurde am 17. Juli 1870 aktiviert, um als Wachtschiff einer Hafensperre vor Friedrichsort zu dienen. Am 1. April 1871 wurde das Schiff wieder außer Dienst gestellt, ohne einen Kampfeinsatz erlebt zu haben.

## Verbleib
Obwohl die Camaeleon erst elf Jahre alt war, befand sie sich bereits in schlechtem baulichen Zustand. Aus diesem Grund wurde sie am 19. März 1872 aus der Liste der Kriegsschiffe gestrichen. Sie diente in Kiel zunächst als Hafenschiff und Kohlenhulk. Noch brauchbare Teile wurden ausgebaut und für den Neubau der Cyclop verwendet. Die Camaeleon wurde nach 1878 schließlich abgewrackt, wobei das genaue Datum unbekannt ist.

## Kommandanten
| 6. August bis 12. Oktober 1861  | Leutnant zur See I. Klasse Wachsen                                        |
| 11. Februar bis April 1864      | Leutnant zur See II. Klasse / Leutnant zur See I. Klasse Franz Kinderling |
| April bis Juni 1864             | Leutnant zur See Franz von Waldersee                                      |
| Juni 1864 bis Februar 1865      | unbekannt                                                                 |
| Februar bis Mai 1865            | Leutnant zur See von Strachwitz                                           |
| Mai bis 1. Dezember 1865        | Leutnant zur See / Kapitänleutnant Max von der Goltz                      |
| 12. März 1867 bis Juli 1868     | Kapitänleutnant Friedrich von Hacke                                       |
| Juli bis August 1868            | Kapitänleutnant Emil von Rabenau                                          |
| August 1868                     | Kapitänleutnant von Nostitz                                               |
| 17. Juli 1870 bis 4. April 1871 | Leutnant zur See Friedrich Albrecht                                       |